# Мавзолей Ислама Каримова

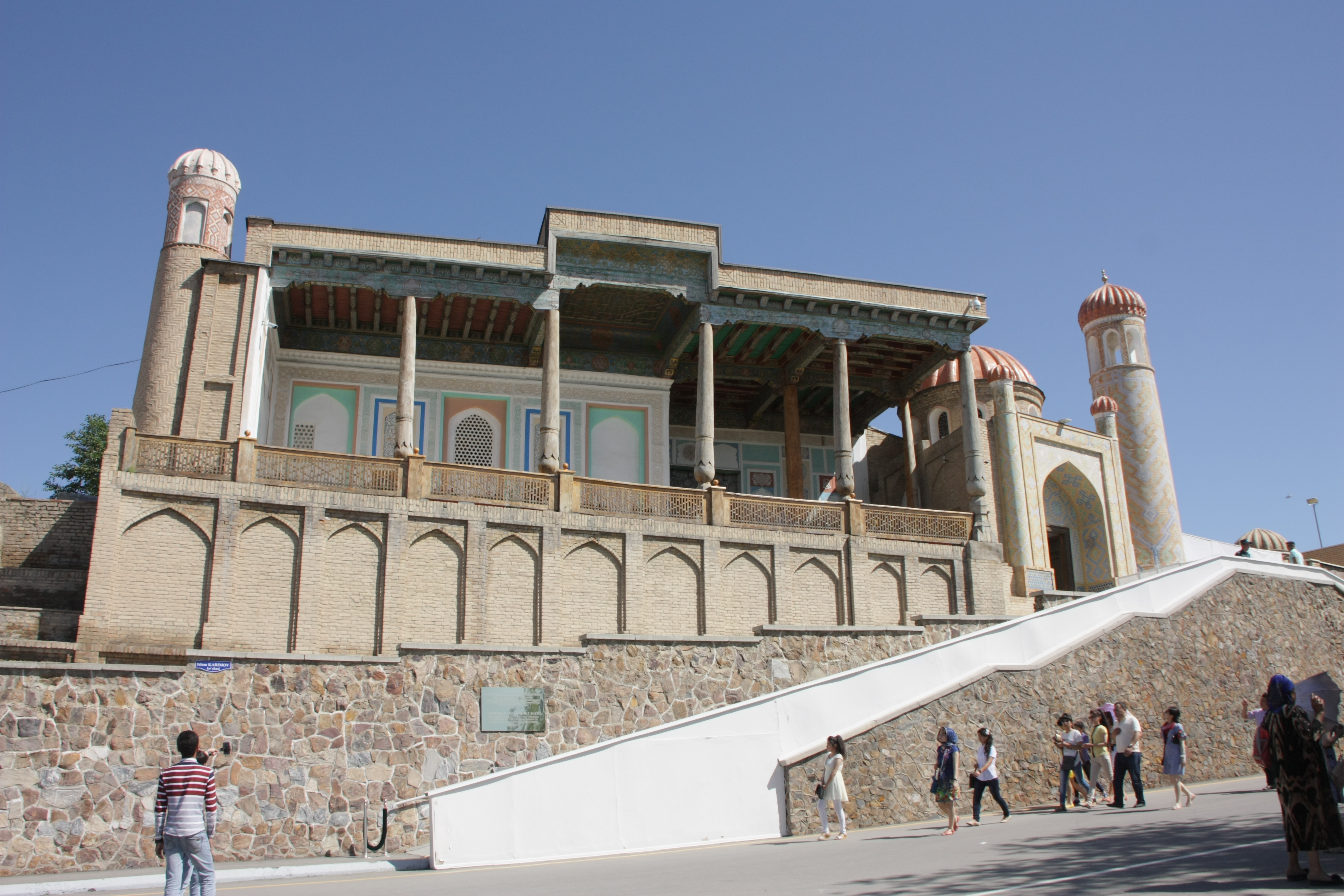
Мечеть Хазрат Хизр

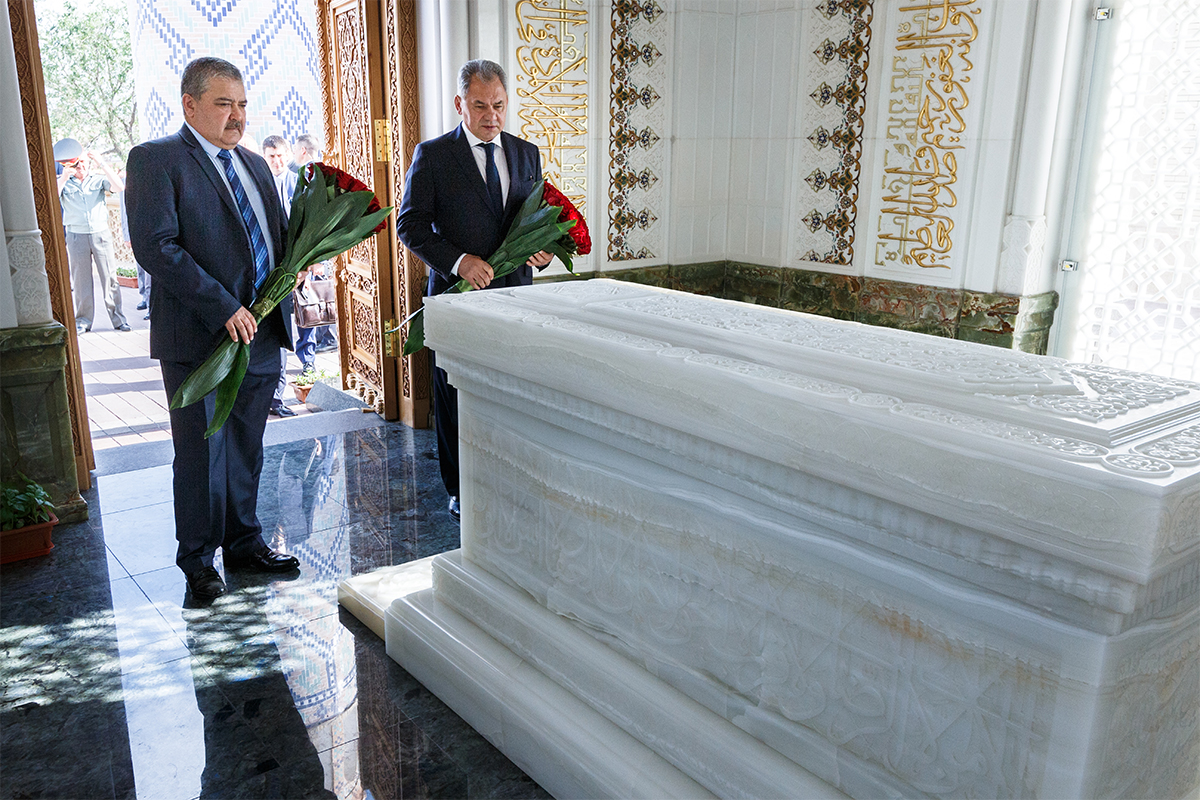
Министр обороны России Сергей Шойгу возложил цветы к могиле первого президента Узбекистана Ислама Каримова

Мавзолей Ислама Каримова — место захоронения Ислама Каримова, первого президента Узбекистана. Мавзолей находится внутри мечети Хазрет-Хызр в Самарканде.

## Смерть Ислама Каримова
Официально было объявлено, что Ислам Каримов скончался 2 сентября 2016 года. Умер в результате острого нарушения мозгового кровообращения (инсульта), приведшего к необратимым изменениям в головном мозге и полиорганной недостаточности. Проститься в ташкентском аэропорту собралось более тысячи человек. 3 сентября 2016 года на территории мечети «Хазрати Хизр» был похоронен Первый Президент Узбекистана Ислам Абдуганиевич Каримов. Ислам Каримов был назначен первым секретарем Коммунистической партии Узбекистана в 1989 году и избран президентом страны после обретения её независимости в 1991 году. По официальной информации, смерть президента зафиксирована 2 сентября 2016 года в 20:55 по местному времени.
3 сентября 2016 года, в субботу рано утром длинный кортеж с телом Ислама Каримова направился в сторону международного аэропорта «Ташкент». Собственно тело Ислама Каримова перевозил чёрный Mercedes-Benz Sprinter. На улицы Ташкента по пути в аэропорт вышли тысячи людей, которые провожали кортеж с телом президента. Ряд людей не скрывали своих слёз, некоторые бросали цветы под проезжавший кортеж, другие осторожно выражали своё ликование. Часть людей позднее заявили, что вышли лишь для того, чтобы понаблюдать за происходящим. В самолёт в Самарканд мусульманский гроб (табу́т) вынесли солдаты почётного караула Вооружённых сил Республики Узбекистан, они же вынесли её по прибытии в Самарканд и поместили в другой кортеж. Похороны Ислама Каримова состоялись в первой половине 3 сентября 2016 года, в его родном городе — Самарканде, куда его тело было доставлено специальным авиарейсом. Из родных Ислама Каримова, его тело по пути в Самарканд сопровождали только его жена Татьяна Акбаровна Каримова и старшая дочь Лола. На похоронах отсутствовали единственный сын от первого брака — Пётр Каримов, дочь Гульнара (по существу оказалась под домашним арестом, поэтому не могла присутствовать), а также все внуки Ислама Каримова.
По пути из международного аэропорта «Самарканд» в центр города, на улицы вышли тысячи самаркандцев, наблюдая за проезжающим кортежом с телом президента, некоторые также бросали цветы под проезжающий кортеж.
Делегации в 17 стран прибыли в Самарканд, чтобы проводить Ислама Каримова в его последний путь. Самарканд посетили Президент Таджикистана Эмомали Рахмон, Президент Туркменистана Гурбангулы Бердымухамедов, Президент Афганистана Ашраф Гани.

## Создание
Вскоре после похорон в Главном управлении по охране и использованию объектов культурного наследия при Министерстве культуры Узбекистана началась разработка проекта мавзолея над его могилой. Основная сложность в работе над проектом заключалась в том, что мечеть Хазрат Хизр находится под эгидой ЮНЕСКО. Поэтому было важно не только соединить два здания разных периодов единым архитектурным стилем, но и сохранить исторический облик объекта Всемирного наследия.
В строительстве мавзолея участвовало около 2000 человек, в том числе мастера из Индии. Работы планировалось завершить к сентябрю 2017 года, но в последний момент было принято решение открыть мавзолей к 80-летию со дня рождения Ислама Каримова. 30 января 2018 года мавзолей был торжественно открыт, и первым его посетителем стал действующий президент Узбекистана Шавкат Мирзиёев.

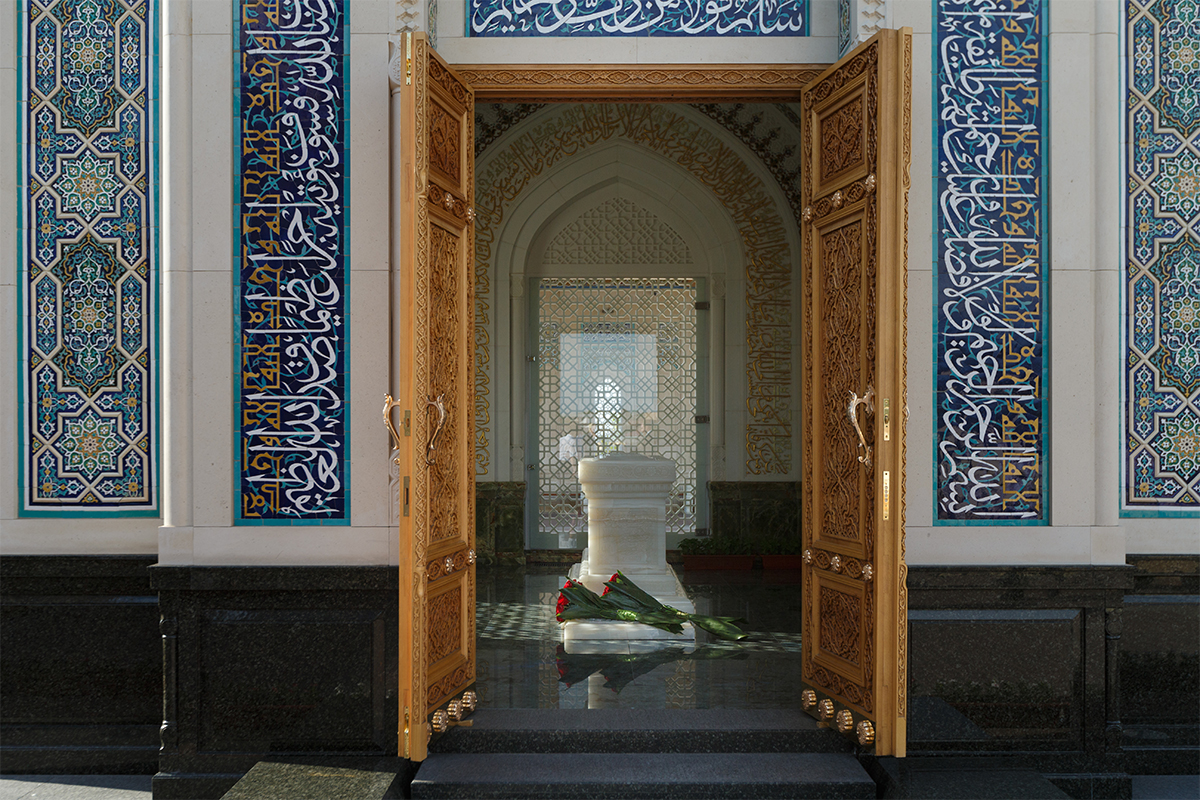
Сагана над могилой Ислама Каримова

## Состав
Гробница Первого Президента Узбекистана состоит из двух частей — традиционного крыльца и собственно мавзолея, представляет собой однокупольное сооружение с централизованной композицией общей высотой 7,55 метра. Сооружение выполнено из белого мрамора и украшено разноцветной объемной рельефной майоликой. Цоколь мавзолея выполнен из темно-зеленого мрамора, верхняя часть стень завершена массивной сталактитовой аркой, отреставрированной в резной глазурованной терракоте. Основной объём мавзолея перекрыт куполом. Снаружи купол покрыт керамической плиткой терракотового цвета. Фасады мавзолея выполнены в виде арочных ниш. Юго-восточная полка имеет вход, а остальные помещения перекрыты резными мраморными балюстрадами.
Интерьер гробницы выполнен из белого мрамора, покрытого цветными полудрагоценными камнями. Купол мавзолея украшен сталактитовой керамической аркой. Нижняя часть стен мавзолея покрыта светло-зеленым ониксом. В середине мавзолея находится сагана из белого оникса, вокруг которой написаны стихи Корана и надписи, относящиеся к Амиру Темуру и эпохе Тимуридов.
При входе в мавзолей установлена мраморная плита, на которой на узбекском и английском языках написано «Эта святыня — вечная память Первому Президенту Республики Узбекистан, великому государственному и политическому деятелю, дорогому и любимому сыну узбекского народа, Ислам Абдугьяневич Каримов».